# Manoir Desfourneaux
Le manoir Desfourneaux est situé sur la commune de Vézelay, dans le département de l'Yonne, en France.

## Localisation
Il se trouve au centre-sud du bourg.

## Historique
L'édifice est inscrit partiellement au titre des monuments historiques par arrêté du 30 décembre 1976.